# Borkhausenia fuscescens
Borkhausenia fuscescens là một loài bướm đêm thuộc họ Oecophoridae. Nó được tìm thấy ở châu Âu.
Sải cánh dài 7–2 mm. Con trưởng thành bay từ tháng 7 đến tháng 8 tùy theo địa điểm.
Ấu trùng ăn xác cây chế và tổ chim.

## Hình ảnh

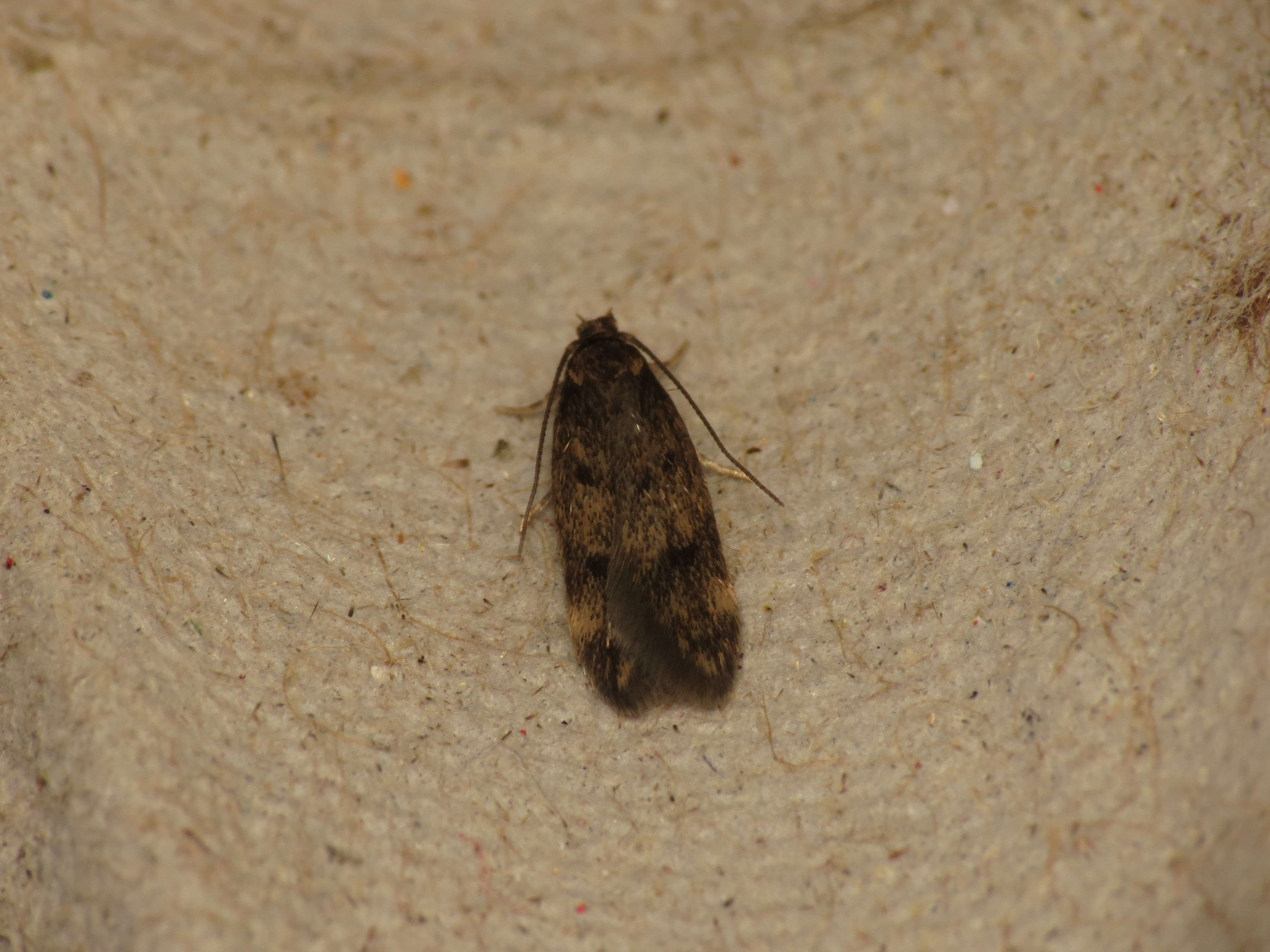
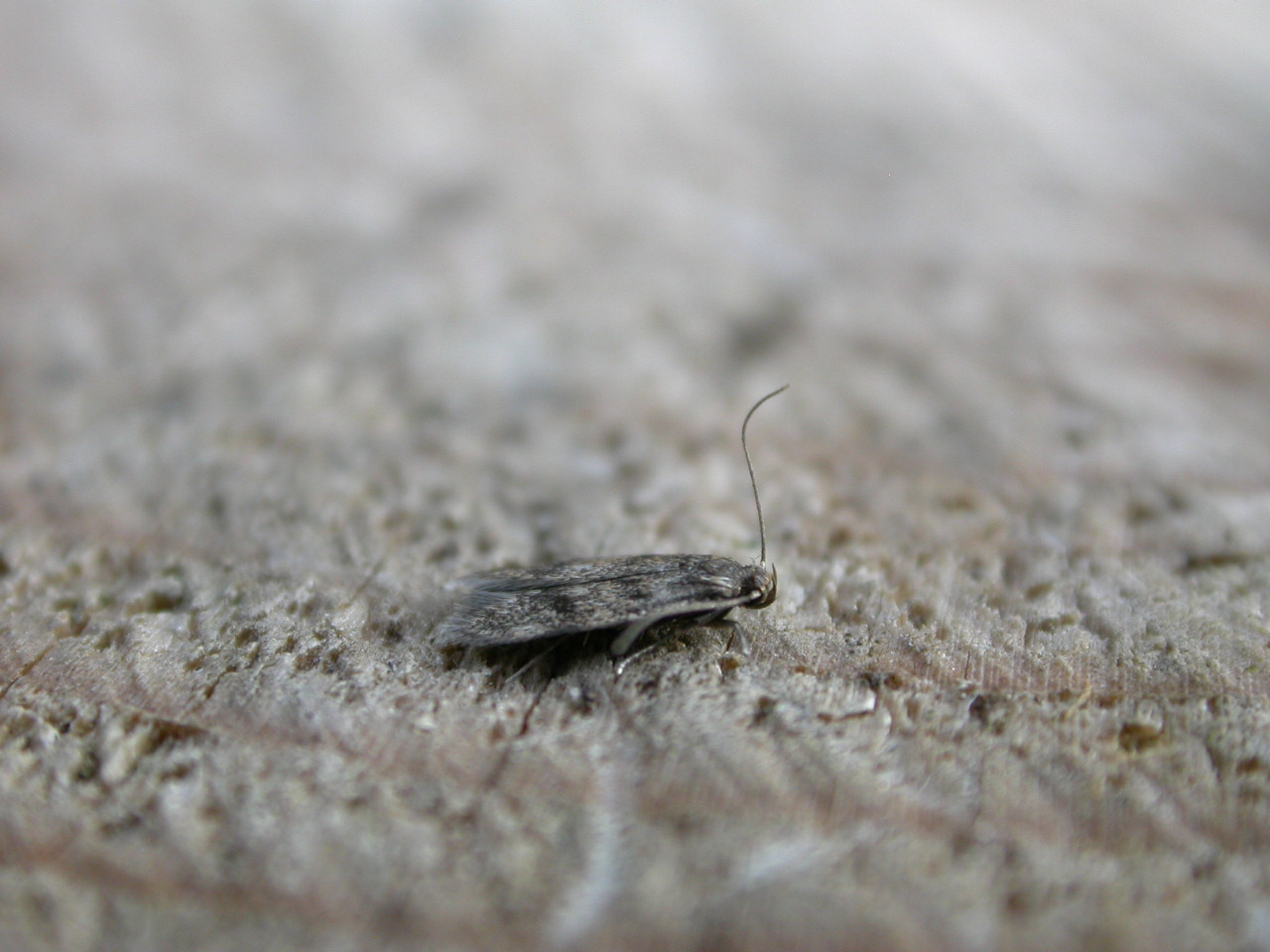
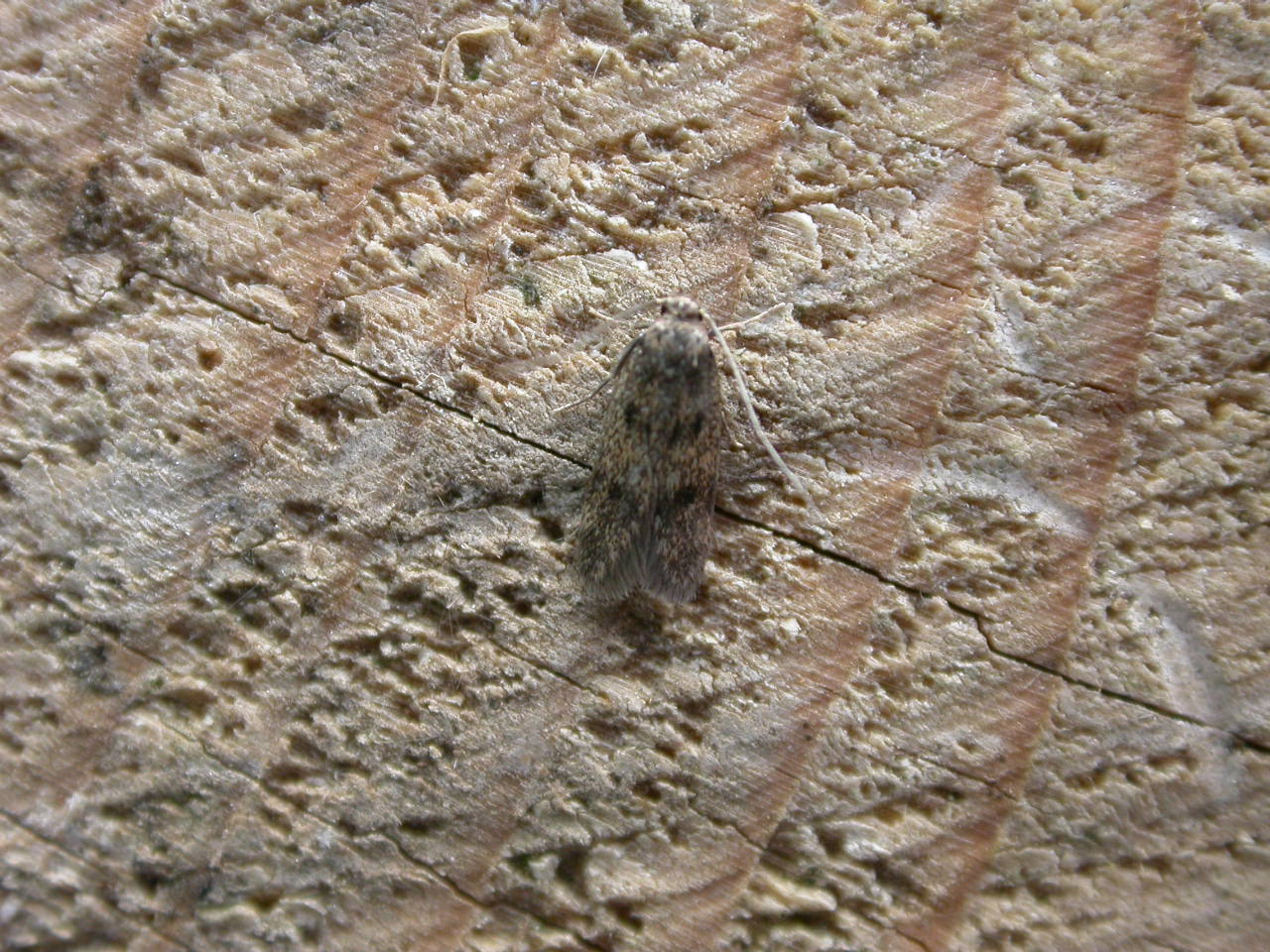
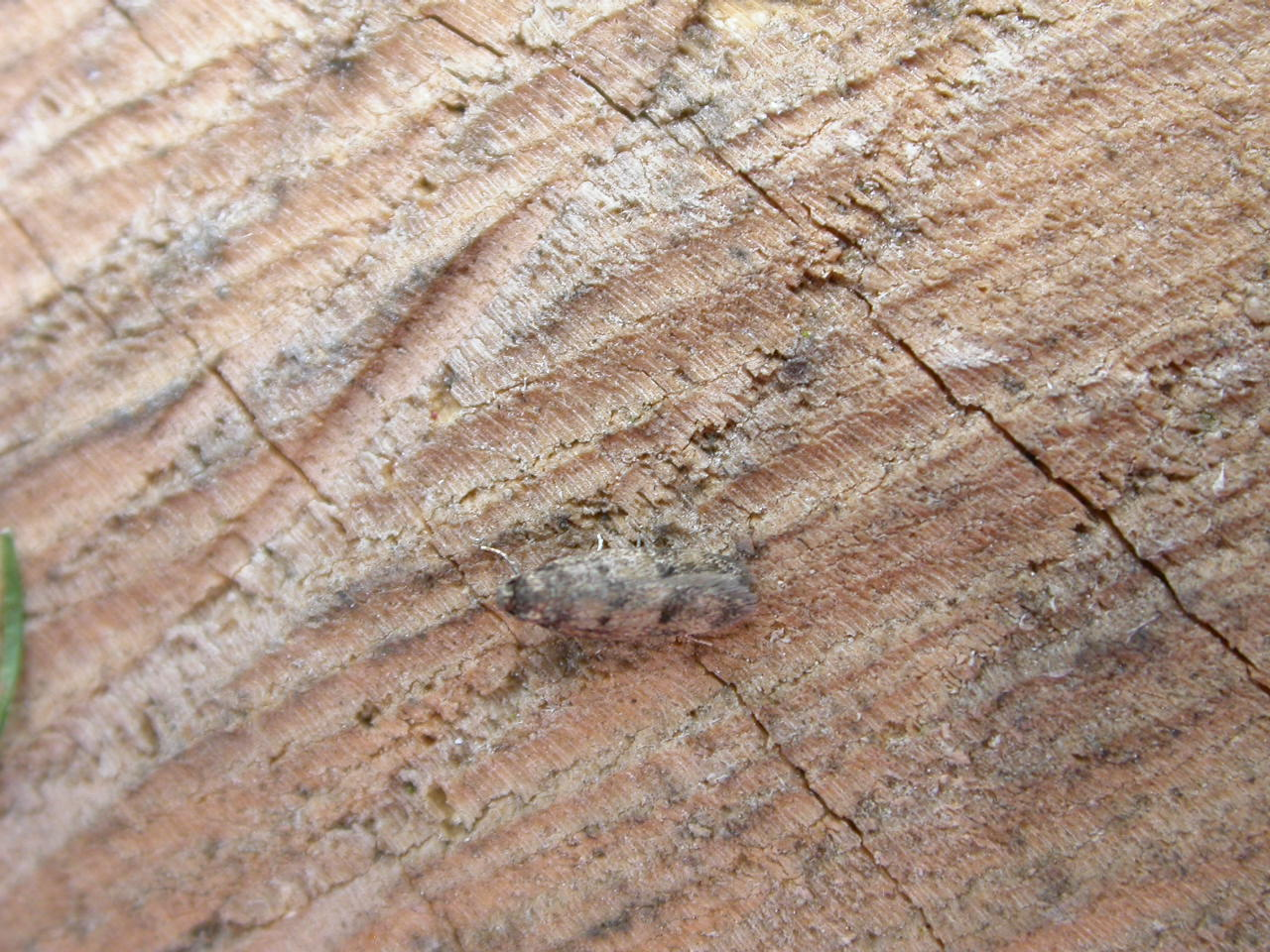